# Вільні письменники
«Вільні письменники» (англ. Freedom Writers) — американський драматичний біографічний фільм режисера Річарда ЛаҐравенезе, що вийшов 2007 року. У головних ролях Гіларі Свенк і Патрік Демпсі.
Стрічка знята на основі книги Ерін Ґрувелл «Щоденник письменників Свободи». Сценарій написав Річард ЛаҐравенезе, продюсерами виступили Денні Девіто, Майкл Шамберг, Стейсі Шер та інші. Вперше фільм продемонстрували 5 січня 2007 року у США, в Україні у кінопрокаті фільм не демонструвався.

## Сюжет
| Це історія про вчительку та її важких учнів, в яких не вірить ніхто і які не вірять самі у себе, війна, міжусобиці та смерть для яких – реалії щоденного життя, а єдине, що їх цікавить – чи вдасться дожити до завтрашнього ранку серед такої кількості ворогів[8]. |

## У ролях
| Актор              | Персонаж                                  | Роль         |
| ------------------ | ----------------------------------------- | ------------ |
| Гіларі Свенк       | Ерін Ґрувелл англ. Erin Gruwell           |              |
| Патрік Демпсі      | Скотт Кейсі англ. Scott Casey             | хлопець Ерін |
| Скотт Гленн        | Стів Ґрувелл англ. Steve Gruwell          | батько Ерін  |
| Імельда Стонтон    | Маргарет Кемпбелл англ. Margaret Campbell |              |
| Ейпріл Лі Ернандес | Ева Бенітес англ. Eva Benitez             |              |
| Роберт Віздом      | Карл Кон англ. Carl Cohn                  |              |

## Сприйняття

### Критика
Фільм отримав позитивні відгуки: Rotten Tomatoes дав оцінку 69 % на основі 124 відгуків від критиків (середня оцінка 6.3/10) і 87 % від глядачів із середньою оцінкою 3.9/5 (292,615 голосів). Загалом на сайті фільм має позитивний рейтинг, фільму зарахований «стиглий помідор» від кінокритиків і «попкорн» від глядачів, Internet Movie Database — 7,5/10 (47,348 голосів), Metacritic — 64/100 (29 відгуків критиків) і 7,9/10 від глядачів (64 голоси). Загалом на цьому ресурсі фільм отримав позитивні відгуки і від критиків, і від глядачів.

### Касові збори
Під час показу у США протягом першого тижня фільм був продемонстрований у 1360 кінотеатрах і зібрав 9,405,582 $, що на той час дозволило йому зайняти 4 місце серед усіх прем'єр. Показ фільму протривав 70 днів (10 тижнів) і завершився 15 березня 2007 року. За цей час фільм зібрав у прокаті у США 36,605,602 доларів США, а у решті світу 6,485,139 $ (за іншими даними 7,027,007 $), тобто загалом 43,090,741 $ (за іншими даними 43,632,609 $) при бюджеті 21 млн $.

### Нагороди і номінації[11]
| Рік  | Нагорода          | Категорія                               | Номінант           | Результат |
| ---- | ----------------- | --------------------------------------- | ------------------ | --------- |
| 2007 | Humanitas Prize   | Найкращий фільм                         | стрічка            | Перемога  |
| 2008 | NAACP Image Award | Outstanding Writing in a Motion Picture | Річард ЛаҐравенезе | Номінація |

### Виноски
1. 1 2  Freedom Writers: Release Info (англ.). Internet Movie Database. Архів оригіналу за 17 квітня 2016. Процитовано 21 червня 2015.
2. 1 2  Freedom Writers (англ.). Internet Movie Database. Архів оригіналу за 18 червня 2015. Процитовано 21 червня 2015.
3. 1 2 3 4 5  Freedom Writers (англ.). Box Office Mojo. Архів оригіналу за 11 серпня 2015. Процитовано 21 червня 2015.
4. 1 2 3 4  Freedom Writers (англ.). The Numbers. Архів оригіналу за 21 червня 2015. Процитовано 21 червня 2015.
5. ↑  Freedom Writers (англ.). AllMovie. Архів оригіналу за 23 лютого 2015. Процитовано 21 червня 2015.
6. ↑  Freedom Writers: Full Cast & Crew (англ.). Internet Movie Database. Архів оригіналу за 3 травня 2016. Процитовано 21 червня 2015.
7. ↑  Писатели свободы: Премьеры (рос.). КиноПоиск. Архів оригіналу за 7 травня 2015. Процитовано 21 червня 2015.
8. ↑  Фільм "Вільні письменники". Територія твого розвитку. Архів оригіналу за 21 червня 2015. Процитовано 21 червня 2015.
9. ↑  Freedom Writers (англ.). Rotten Tomatoes. Архів оригіналу за 20 серпня 2015. Процитовано 21 червня 2015.
10. ↑  Freedom Writers (англ.). Metacritic. Архів оригіналу за 25 травня 2015. Процитовано 21 червня 2015.
11. ↑  Blended: Awards (англ.). Internet Movie Database. Архів оригіналу за 21 травня 2015. Процитовано 20 червня 2015.